# 高鍇
高鍇，唐朝官员，高釴的弟弟。高鍇於唐憲宗元和九年（814年）中进士，升宏辭科，经过数次升迁做到吏部员外郎。高鍇曾在文宗太和三年（829年）帮助裁决一起科举中的纠纷案。太和六年二月，高鍇升任諫議大夫。太和七年，升任中书舍人。太和九年，兼管禮部貢舉。開成元年（836年）春，升任禮部侍郎。根据《唐摭言》卷三，開成三年（838年）戊午科主考官是高鍇，裴思谦獲高鍇點为状元。
高鍇掌貢部三年，每歲登第者四十人。開成三年，榜出後，皇帝决定将每年及第者调整为三十人。然而，儘管高鍇選擢的人數多，當中很多都有真才實料，而且壓抑了豪華，這一點得到後人的稱誦。之後，高鍇轉任吏部侍郎。同年九月，外放鄂州刺史、御史大夫、鄂岳觀察使，后病逝。

## 家族
子高湘曾登進士第，自員外郎知制誥，升任中書舍人。懿宗咸通年間，高湘改諫議大夫。之后因与宰相劉瞻关系亲密受株连，貶为高州司馬。乾符初年，復為中書舍人。乾符三年，升任禮部侍郎，選士得人。后外放為潞州大都督府長史、昭義節度、澤潞觀察等使，后病逝。
相傳高彥休乃高鍇之從孫，著有《唐闕史》三卷。